# Instrument de suflat din lemn
Instrumentele de suflat din lemn („lemne”) sunt o categorie de instrumente muzicale.

## Generarea sunetului
Unele instrumente utilizează o ancie (simplă sau dublă), care este o lamă fină de lemn, de trestie sau metal peste care este așezată gura și prin a cărei vibrație se produc sunetele instrumentului. 
Înălțimea notei generate de un instrument de suflat din lemn nu depinde de suflu  (de acesta depinde intensitatea sunetului). De exemplu, într-un cimpoi fluxul de aer este menținut constant prin apăsarea burdufului, iar diferite note sunt obținute prin diferite digitații. Instrumentele de suflat din lemn pot fi utilizate în principiu cu un flux constant de aer (ca un cimpoi).

## Cavitatea rezonantă
Instrumentele de suflat de lemn au o serie de orificii care sunt acoperite sau eliberate de degete sau clape și care modifică frecvența de rezonantă a instrumentului, rezultând astfel note de diferite înălțimi. Specific, prin astuparea sau eliberarea unui orificiu o mărime numită „impedanța acustică”  este modificată în zona respectivă. Din această cauză o „discontinuitate de impedanță” se formează în acel loc, iar o parte din unda sonoră este reflectată. Rezultatul net este o schimbare a frecvenței de rezonanță a cavității instrumentului, cu alte cuvinte a notei produse.
Armonicele unui instrument de suflat din lemn sunt la multipli ai frecvenței fundamentale atunci când cavitatea rezonantă este cilindrică sau conică (cu excepția porțiunilor extreme). Instrumentele cu o cavitate conică au toate armonicele. Cele cu cavitate cilindrică nu au armonicele pare. Intervalul de duodecimă (19 semitonuri) care se obține în cazul cavităților cilindrice poate fi traversat cu ajutorul unui dispozitiv complex de clape inventat de T. Boehm în anii 1830 și care a înlocuit necesitatea utilizării de către interpret o unor digitații complexe în acest scop. 

## Exemple
Pentru exemple de instrumente de suflat din lemn, vedeți Instrument muzical.

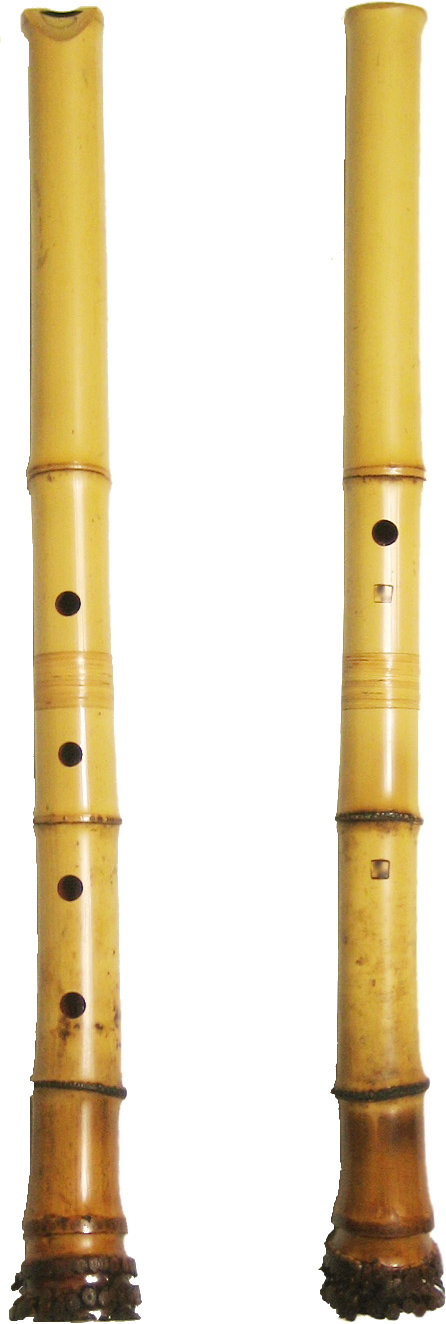
Shakuhachi